# 傑瑞·懷特 (社會主義者)
傑羅姆·「傑瑞」·懷特（英語：Jerome "Jerry" White；1959年—），是美國紐約市一名記者和政治人物，也是世界社會主義網站的勞動編輯。自1979年參與社會主義活動起，懷特就是社會主義平等黨及其前身工人聯盟的黨員，並在1996年、2008年與2012年（搭檔為菲利斯·謝勒（Phyllis Scherrer））擔任該黨美國總統候選人。2016年，懷特再次代表社會主義平等黨參選總統。

## 早年生活
懷特在紐約市皇后區一個工人階級家庭成長。1979年，在联合包裹服务工作和於纽约市立大学就讀時，他加入工人聯盟。

## 2016年競逐美國總統
2016年，懷特獲在社會主義平等黨提名為總統候選人；而他的競選搭檔為尼爾斯·尼穆斯（Niles Niemuth），最後他獲得374票。

## 外部連結
- 世界社會主義網站 （页面存档备份，存于）
- 社會主義平等黨* （页面存档备份，存于）

| 政党职务            | 政党职务                                                 | 政党职务                               |
| ------------------- | -------------------------------------------------------- | -------------------------------------- |
| 前任： 海倫·哈雅德  | 社會主義平等黨總統候選人 1996年、 2008年、2012年、2016年 | 空缺下一位持有相同頭銜者：比爾·范·奧肯 |
| 前任： 比爾·范·奧肯 | 社會主義平等黨總統候選人 1996年、 2008年、2012年、2016年 | 最新的                                 |